# Coco Vandeweghe
Colleen "Coco" Vandeweghe (Nova York, 6 de dezembro de 1991) é uma ex-tenista profissional americana. Seus melhores rankings foram o 9 (simples) e 14 (duplas). Conquistou 6 títulos no circuito WTA, sendo 2 de simples e 4 de duplas.
Anunciou que se aposentaria em 2023. O último torneio foi o WTA de San Diego, onde chegou à final, ao lado de Danielle Collins, e perdeu.

## Finais

### Circuito WTA

#### Simples: 2 (1 título, 1 vice)
| Campeã — Legenda                             |
| -------------------------------------------- |
| Grand Slam (0–0)                             |
| WTA Tour (0–0)                               |
| Tier I / Premier Mandatory & Premier 5 (0–0) |
| Tier II / Premier (0–1)                      |
| Tier III, IV & V / International (1–0)       |

| Títulos por Piso |
| ---------------- |
| Duro (0–1)       |
| Grama (1–0)      |
| Saibro (0–0)     |
| Carpete (0–0)    |

| Posição | N. | Data           | Campeonato                       | Piso  | Oponente        | Placar   |
| ------- | -- | -------------- | -------------------------------- | ----- | --------------- | -------- |
| Vice    | 1. | Julho 15, 2012 | WTA de Stanford, EUA             | Duro  | Serena Williams | 5–7, 3–6 |
| Campeã  | 1. | Junho 21, 2014 | Topshelf Open, Rosmalen, Holanda | Grama | Zheng Jie       | 6–2, 6–4 |